# Mörk jättevallmo
Mörk jättevallmo (Papaver bracteatum) är en vallmoväxtart som beskrevs av John Lindley. Enligt Catalogue of Life ingår Mörk jättevallmo i släktet vallmor och familjen vallmoväxter, men enligt Dyntaxa är tillhörigheten istället släktet vallmor och familjen vallmoväxter. Arten förekommer tillfälligt i Sverige, men reproducerar sig inte. Inga underarter finns listade i Catalogue of Life.

## Bildgalleri

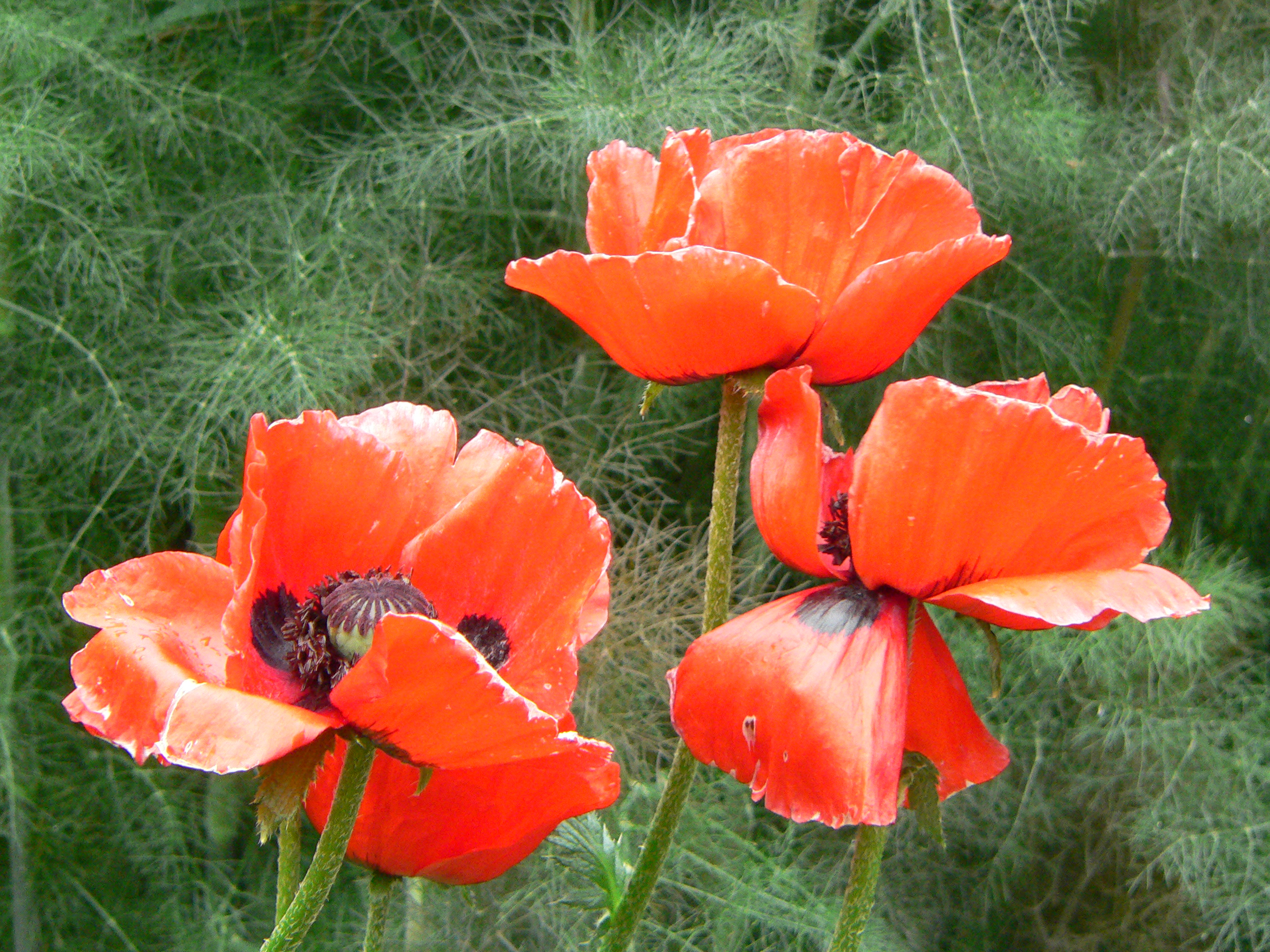
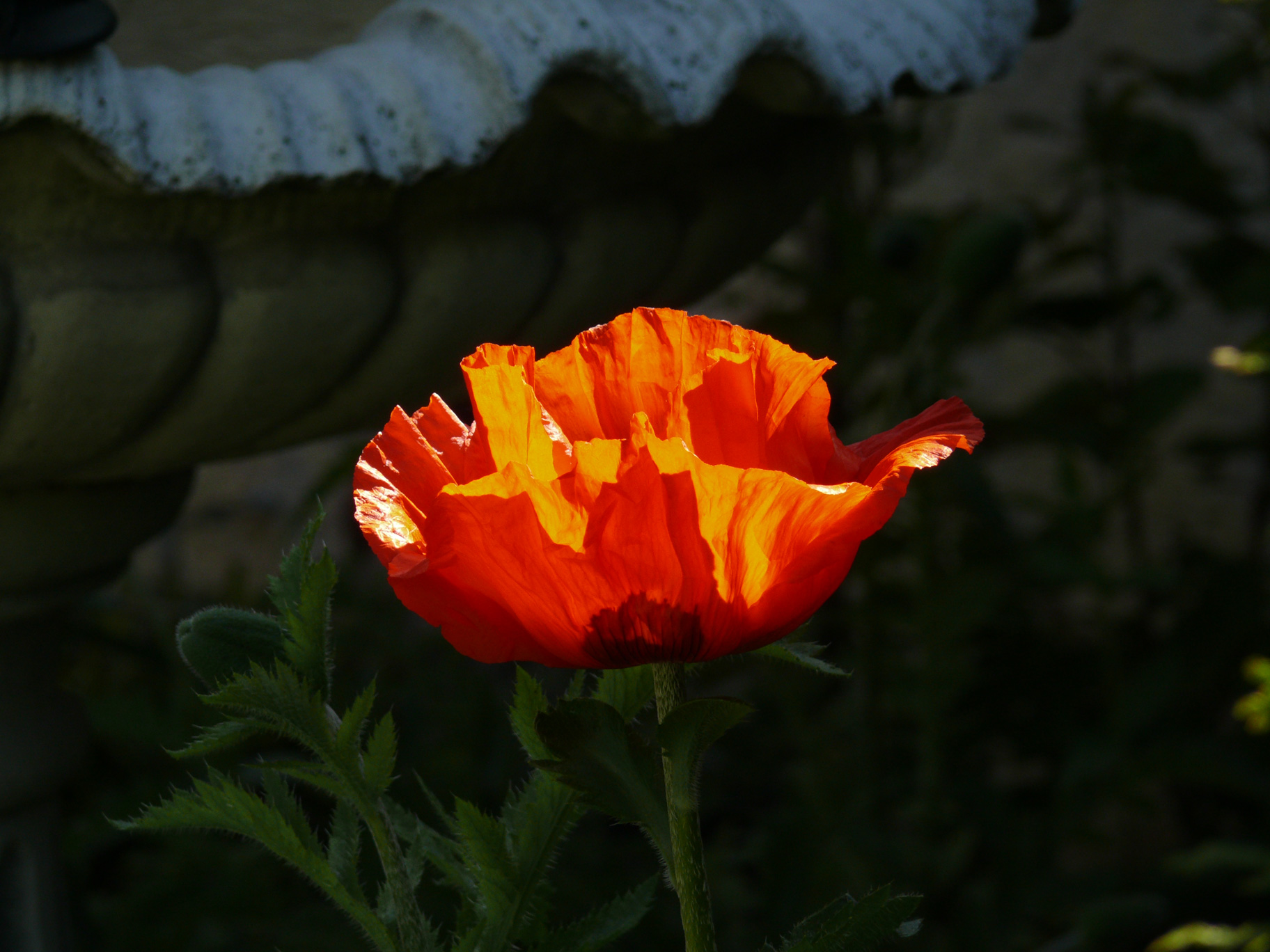
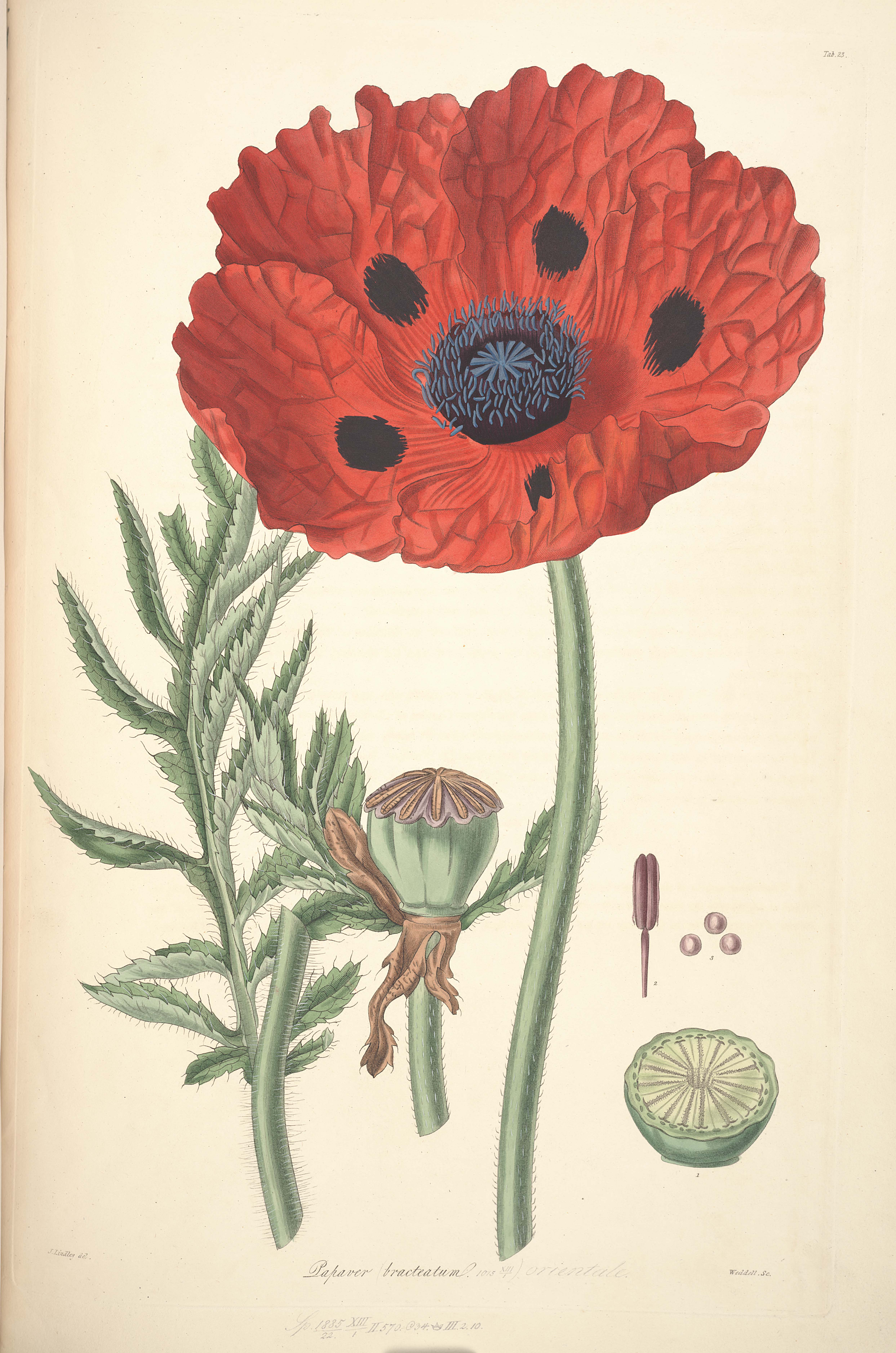
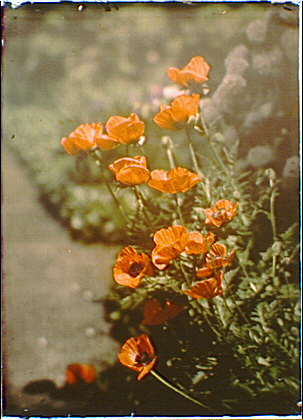
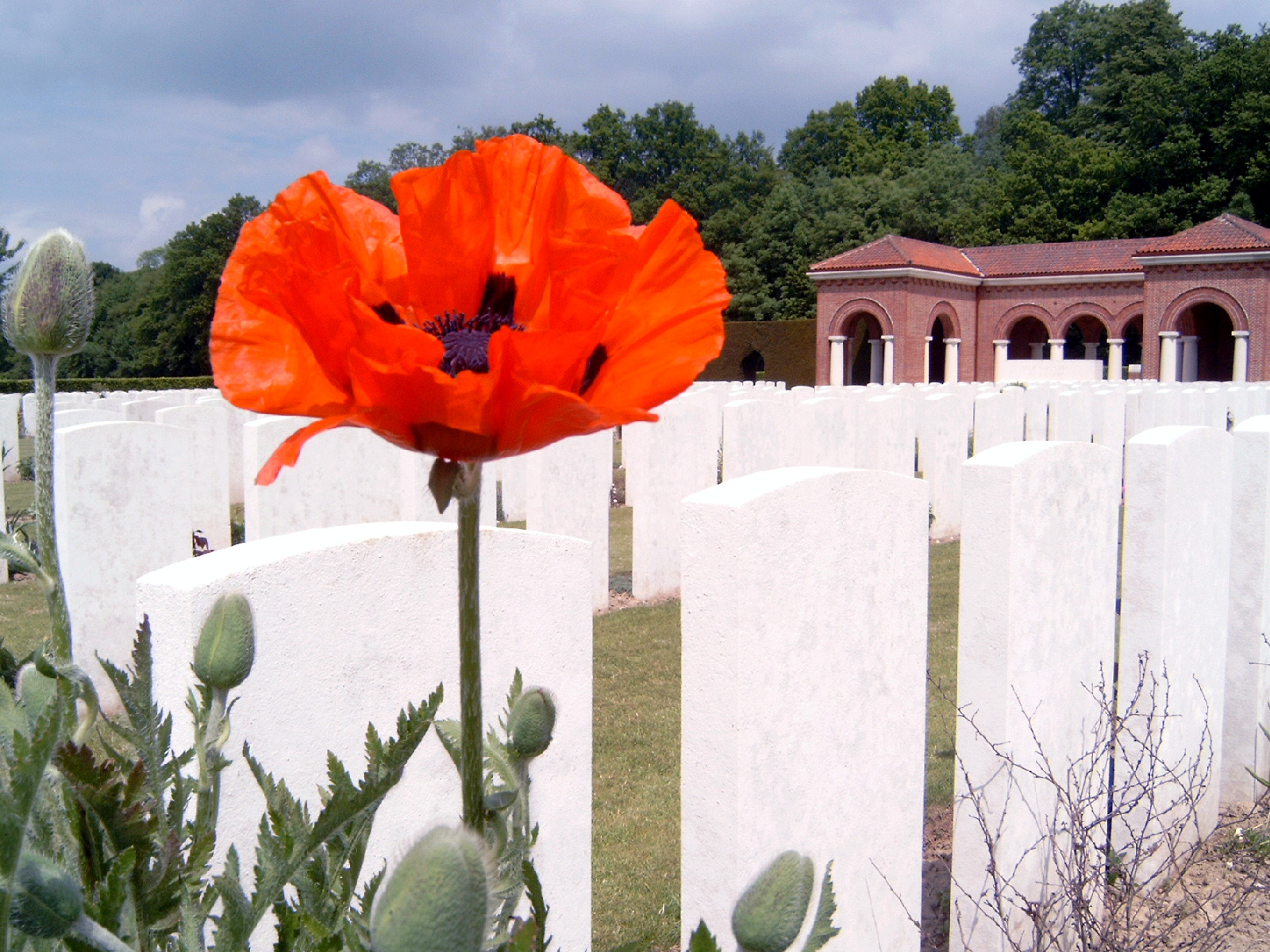
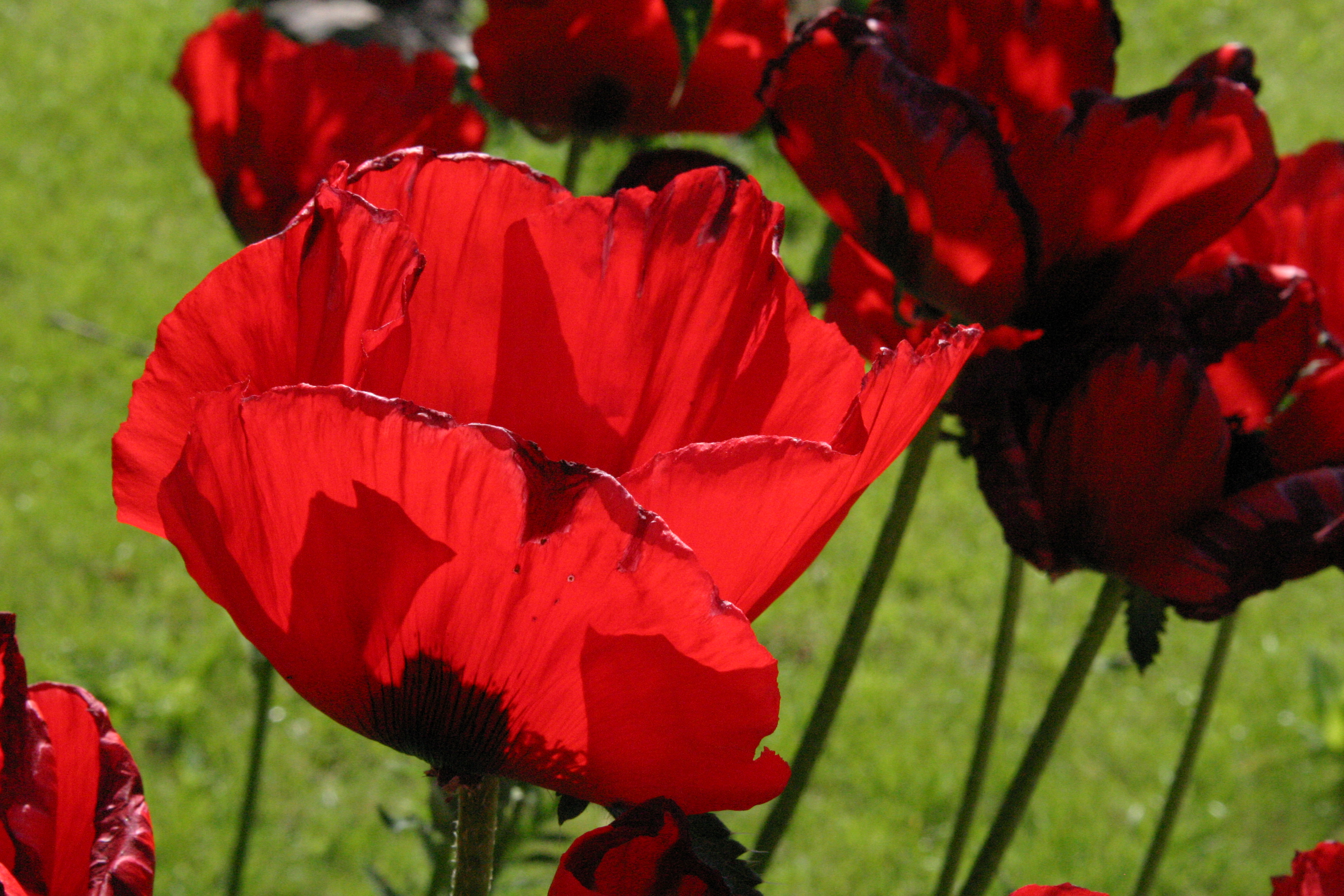